# Monumentul Împăratului Wilhelm I al Germaniei

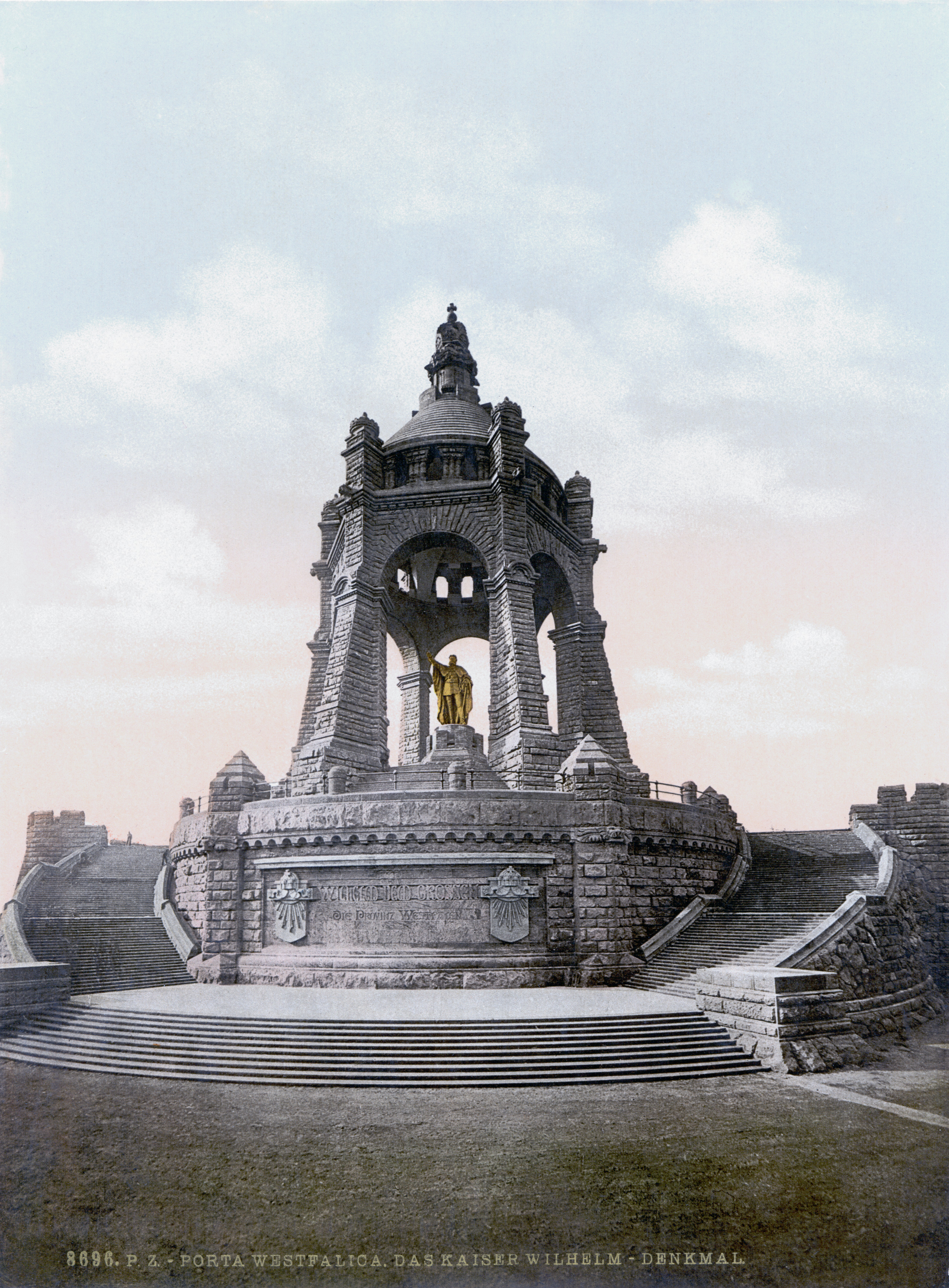
Monumentul Împăratului Wilhelm I al Germaniei

Monumentul Împăratului Wilhelm I este ridicat în cinstea Împăratului Wilhelm I al Germaniei, pe timpul când s-a ridicat monumentul (în 1889) regiunea aparținea de Provincia Westfalen o provincie prusacă. El a fost amplasat de arhitectul Bruno Schmitz pe flancul de răsărit al muntelui Wittekindsberg (294 m) lângă cheile Porta Westfalica. Chipul împăratului a fost realizat de sculptorul Kaspar von Zumbusch. In prezent monumentul a devenit o figură de simbol a orașului Porta Westfalica. Monumentul are o înălțime de 88 de m se află la altitudinea de 210 m deasupra n.m. oferind panoma orașului Porta Westfalica ca și a Câmpiei Germano-Poloneze.

## Poziție geografică
Monumentul Kaiser Wilhelm este situat în extremitatea estică a regiunii Wiehengebirge, pe versantul estic al Wittekindsberg (294,2 m deasupra nivelului mării). Locația a fost plasată conștient pe granița de est a fostei provincii Westphalia către Porta Westfalica. Monumentul aparține districtului Barkhausen, orașul Porta Westfalica.
Direct sub scara sud-estică a bazei monumentale la scară largă este situată la est de o înălțime de 202,9 m înălțime și puțin peste clădirea din vest cu o înălțime de 213,8 m. De la piciorul monumentului, la o altitudine de 210 m până la altitudinea Weserului de la podul autostrăzii federale 61 (39,7 m), există o înălțime de circa 170 m.

## Opțiuni de vizualizare
Din monumentul Kaiser Wilhelm, există deseori perspective bune pentru orașul Porta Westfalica, în zonele joase nord-germane și printre altele spre Munții Weser, de cealaltă parte a văii descendente.

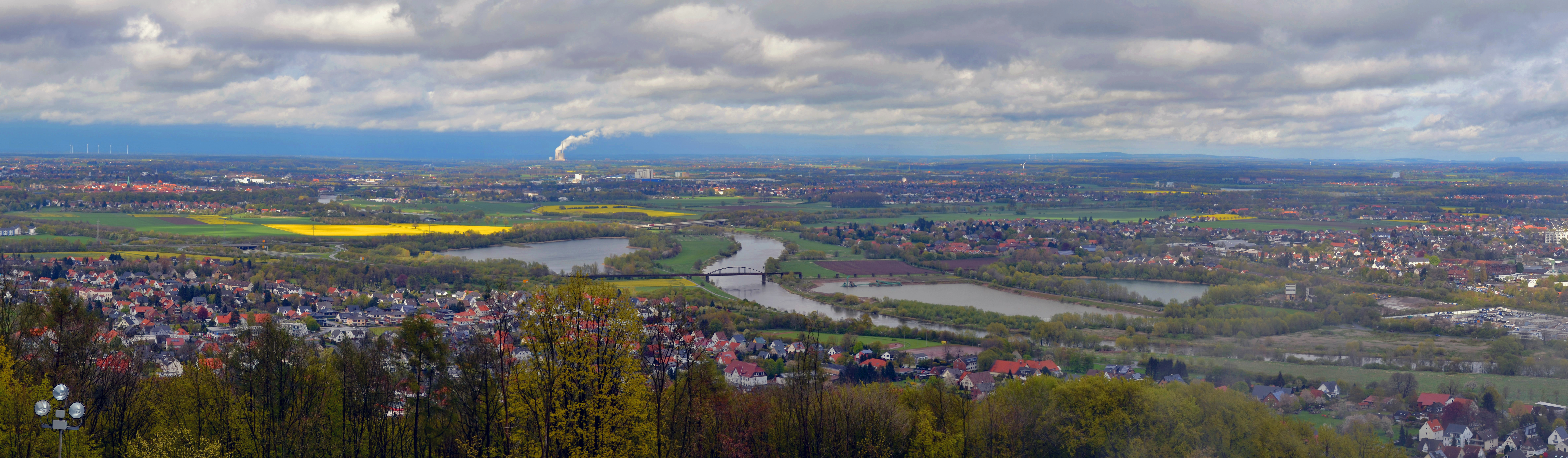
Vedere spre nord, Barkhausen (Porta Westfalica) în față, vechiul pod de cale ferată peste Weser în mijloc, Minden în fundalul de mai sus, stația de forță Heyden în fundal

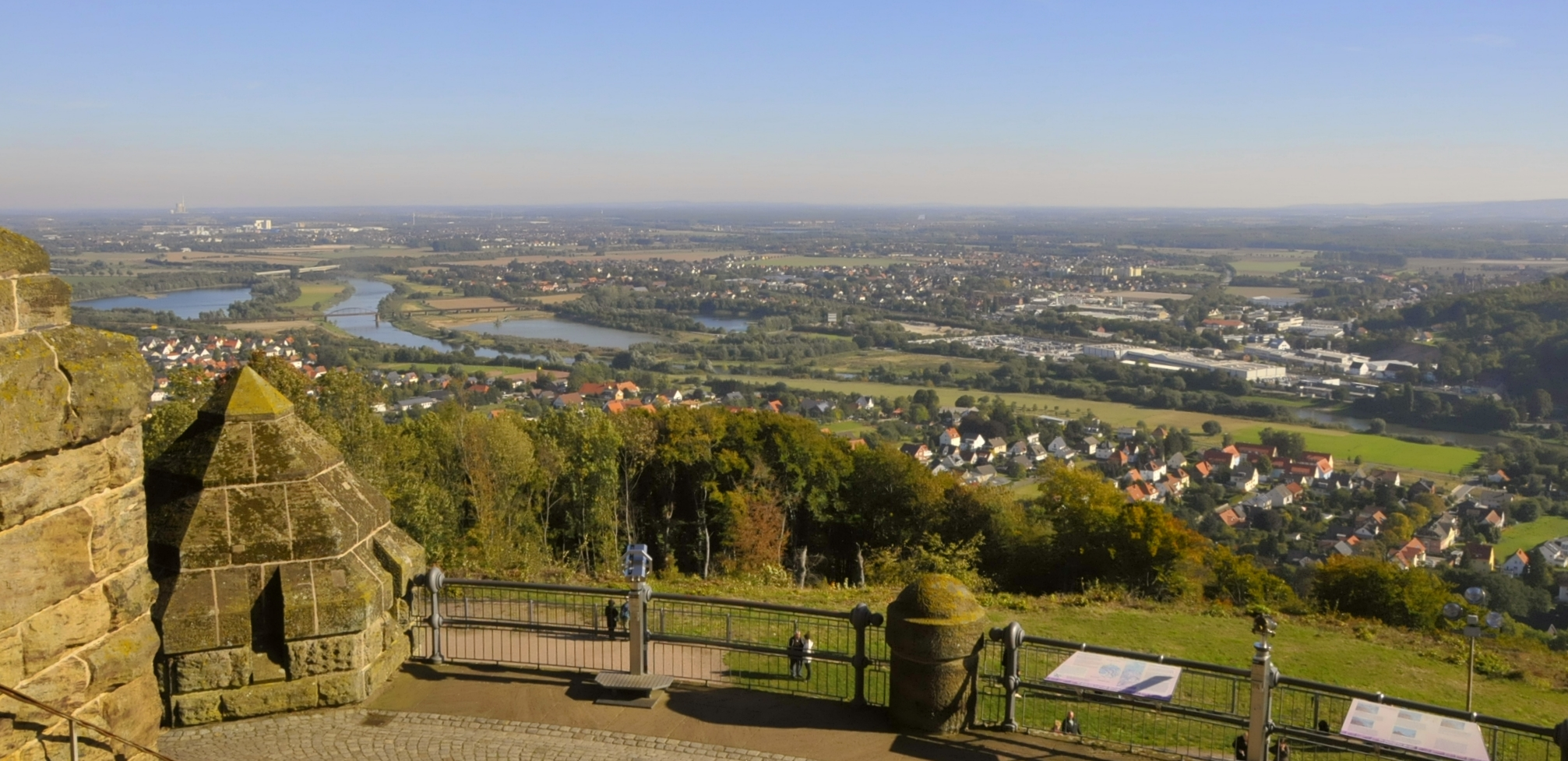
Vedere spre nord-est cu Barkhausen (în față), care curge în diagonală Weser, Grüner Brücke Neesen (podul feroviar vechi), podul B 65 (din spate) și de cealaltă parte a râului Neesen
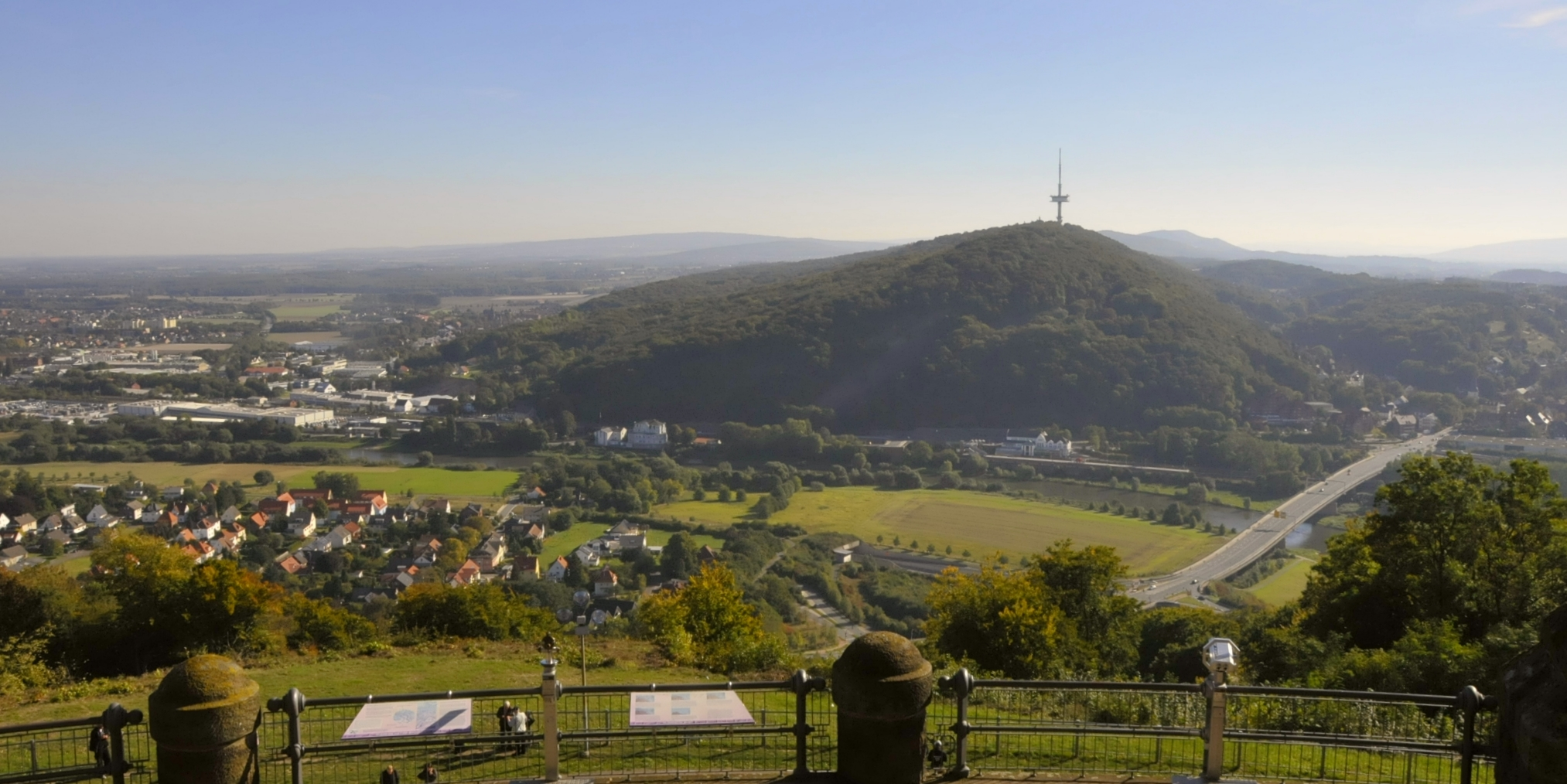
Vedere la est cu Barkhausen (în față), Podul Weser al B 61 (Portastraße), turnul de telecomunicații Jakobsberg (Munții Weser) și dincolo de satele situate în Weser Lerbeck (în pădure) și Neesen (stânga)

## Restaurant memorial
Inițial, construit sub restaurantul monumentului, cu o construcție semi-roată, a fost înlocuit în 1966 de o clădire nouă din piatră. Acest lucru a sporit numărul de locuri de la 201 la 214 în interior și pe terasă la 154 de locuri. Designul a venit de la arhitectul Minden Wilhelm Hempel. Aici drumul din vale sa încheiat într-o parcare. Ultimii metri de altitudine față de monument trebuiau să fie depășiți pe jos.
Economia monumentului a fost goală în anii celui de-al 21-lea mileniu și a fost parțial supusă vandalismului.